# Скрубер (збагачення корисних копалин)

Скрубер — промивальна машина барабанного типу.
Застосовують при переробці важкопромивних корисних копалин крупністю до 300 мм або як апарат для попередньої дезінтеграції матеріалу з грудковою глиною перед промиванням у коритній мийці.
Розрізняють скрубери і скрубер-бутари.
Скрубери (рис.) на відміну від барабанних грохотів мають глухий барабан 1 з торцевими кришками 2 і 4, які обладнані горловиною 3 для завантаження вихідного матеріалу і горловиною 6 для розвантаження дезінтегрова-ного матеріалу.
Барабан обертається з частотою до 90 % від критичної. В нього безперервно подаються матеріал і вода. Воду подають по стаціонарному водоводу 9 під тиском 0,15–0,30 МПа. Ступінь заповнення скрубера становить до 25 % його об'єму, тому матеріал постійно перебуває у воді, що прискорює процес дезінтеграції, яка здійснюється унаслідок стирання і ударів грудок по виступах поверхні скрубера. Для інтенсифікації процесу дезінтеграції, перетирання і перемішування матеріалу барабан усередині армується спеціальними пристроями (виступами, ножами) 5, у нього завантажують обрізки балок, рейок і т. ін. В горизонтально встановлених скруберах для транспортування матеріалу до розвантажувальної горловини виступи розташовані по гвинтовій лінії. У нахилених скруберах транспортування матеріалу забезпечується кутом нахилу осі скрубера, що становить 3–6º. В процесі роботи скрубера руда переміщується у каскадному режимі і піддається дії як механічних, так і гідродинамічних сил.
Розрізняють скрубери прямотечійні (рис.) і протитечійні (рис.).
У прямотечійних скруберах (рис.) напрям руху води і матеріалу збігаються. Шлам видаляється через вузьку перфоровану зону в задній торцевої кришці. Мита руда розвантажується зі скрубера через лопатевий ліфтер 7 і жолоб 8.
У протитечійних скруберах (рис.) напрями руху води і матеріалу зустрічні, таким чином при переміщенні вздовж барабану матеріал постійно промивається свіжою водою. Шлам видаляється через перфоровану торцеву кришку в зоні завантаження, а мита руда — через лопатевий ліфтер 7 і жолоб 8. Така конструкція скрубера забезпечує більш тривале перебування матеріалу в скрубері і кращу його дезінтеграцію.
Скрубер-бутара (рис.) являє собою скрубер з'єднаний з бутарою за допомогою фланця. Скрубер-бутари призначені для промивки тих же матеріалів, що і скрубери, але крупність їх не повинна перевищувати 150 мм. Застосування скрубер-бутари дозволяє здійснити додаткове сортування і зневоднення промитого матеріалу.
Скрубери громіздкі, характеризуються підвищеною витратою електроенергії, але забезпечують високу ефективність промивання (80–90 %) при порівняно невеликій витраті води (до 4 м3/т).